# Società Ginnastica Sampierdarenese 1922-1923
Questa pagina raccoglie i dati riguardanti la Società Ginnastica Sampierdarenese nelle competizioni ufficiali della stagione 1922-1923.

## Stagione

Enrico Carzino in azione contro l'Inter.

La società si rinforzò con gli acquisti dell'attaccante Mario Bussich e del difensore Italo Righetti.
La Sampierdarenese disputò una stagione sorprendente partendo di slancio e concludendo il girone di andata in vetta con 19 punti, staccando di tre lunghezze il Torino, di quattro il Pisa (che aveva però una partita in meno) e di cinque la Pro Vercelli.
Tuttavia i liguri calarono nettamente nel girone di ritorno, subendo così la rimonta e il sorpasso dei bianchi leoni e dei granata. Ogni velleità di primato fu abbandonata con le due sconfitte negli scontri diretti con Pro Vercelli e Torino alla diciottesima e diciannovesima giornata che fecero passare la compagine ligure dal primo posto in coabitazione con i bianchi leoni al terzo.
A causa di un ulteriore crollo nel finale la Sampierdarenese, pur mantenendo il terzo posto, scivolò a otto punti dalla Pro Vercelli vincitrice del girone. Terminò la stagione con 12 vittorie, 4 pareggi e 6 sconfitte in 22 incontri, con 37 reti fatte e 22 subite.

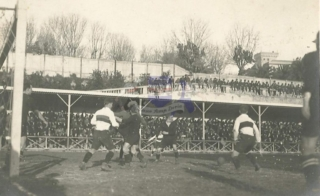
La Sampierdarenese a Villa Scassi contro il.

## Divise
| Prima divisa |

## Organigramma societario
Area direttiva
- Presidente: Enrico De Amicis

Area tecnica
- Allenatore: Karl Rumbold

## Rosa
| N. |                   | Ruolo | Calciatore             |
| -- | ----------------- | ----- | ---------------------- |
|    | Italia (bandiera) | P     | Enrico Carzino         |
|    | Italia (bandiera) | P     | Corrado Boldrini (I)   |
|    | Italia (bandiera) | D     | Italo Righetti         |
|    | Italia (bandiera) | D     | Sebastiano Ramasso     |
|    | Italia (bandiera) | D     | Mario Vellani          |
|    | Italia (bandiera) | C     | Italo Masoni           |
|    | Italia (bandiera) | C     | Renato Boldrini (vice) |
|    | Italia (bandiera) | C     | Giovanni Terrile       |
|    | Italia (bandiera) | C     | Ercole Carzino (c)     |

| N. |                   | Ruolo | Calciatore      |
| -- | ----------------- | ----- | --------------- |
|    | Italia (bandiera) | C     | Emilio Grassi   |
|    | Italia (bandiera) | C     | Giacomo Mura    |
|    | Italia (bandiera) | A     | Luigi Derchi    |
|    | Italia (bandiera) | A     | Giuseppe Raggio |
|    | Italia (bandiera) | A     | Pietro Scevola  |
|    | Italia (bandiera) | A     | Mario Bussich   |
|    | Italia (bandiera) | A     | Rodolfo Melani  |
|    | Italia (bandiera) | A     | Luigi Cambiaso  |
|    | Italia (bandiera) | A     | Mariani         |

## Calciomercato
| Acquisti | Acquisti        | Acquisti               | Acquisti   |
| R.       | Nome            | da                     | Modalità   |
| -------- | --------------- | ---------------------- | ---------- |
| D        | Italo Righetti  | Rapallo Ruentes        | definitivo |
| D        | Mario Vellani   | Sampierdarenese (ris.) | definitivo |
| C        | Italo Masoni    | Rivarolese             | definitivo |
| A        | Mario Bussich   | Genoa                  | definitivo |
| A        | Luigi Cambiaso  | Sampierdarenese (ris.) | definitivo |
| A        | Giuseppe Raggio | Sestrese               | definitivo |

| Cessioni | Cessioni             | Cessioni               | Cessioni   |
| R.       | Nome                 | da                     | Modalità   |
| -------- | -------------------- | ---------------------- | ---------- |
| D        | Attilio Mattiozzi    | Sampierdarenese (ris.) | definitivo |
| C        | Domenico Sedino      |                        |            |
| A        | Pietro Bensi         | Corniglianese          | definitivo |
| A        | Luigi Bodrato (II)   | Sampierdarenese (ris.) | definitivo |
| A        | Pietro Giuseppe Duce | ?                      |            |
| A        | Antonio Frugoni (II) | ?                      |            |
| A        | Cesare Garibaldi     | ?                      |            |
| A        | Arturo Michelini     | Novese                 |            |
| A        | Armando Sapignoli    | ?                      |            |

## Risultati

### Prima Divisione

#### Girone A

##### Girone di andata
| Arbitro: | Sessa (Milano) |

|                  |           |            |
| Giustacchini 51’ | Marcatori | 4’ Bussich |

| Arbitro: | Venegoni (Legnano) |

|                             |           |                   |
| Bussich 14’, 82’ Raggio 87’ | Marcatori | 5’ (aut.) Terrile |

| Arbitro: | Grossi (Milano) |

|                          |           |  |
| Cambiaso 24’ Bussich 69’ | Marcatori |  |

| Casale Monferrato 5 novembre 1922 4ª giornata | Casale              | 0 – 0 | Sampierdarenese | \| Arbitro: \| Sanguineti (Genova) \| |
| Arbitro:                                      | Sanguineti (Genova) |       |                 |                                       |

| Arbitro: | Merani (La Spezia) |

|                                             |           |             |
| Bussich 8’ Cambiaso 14’, 81’ Carzino II 84’ | Marcatori | 57’ Recchia |

| Arbitro: | Mombelli (Casale Monferrato) |

|                  |           |            |
| Porta 51’ (rig.) | Marcatori | 27’ Raggio |

| Arbitro: | Bistoletti (Milano) |

|                                         |           |                         |
| Cambiaso 16’ Carzino II 60’ Scevola 65’ | Marcatori | 18’ Borello 79’ Rosetta |

| Arbitro: | Rangone (Alessandria) |

|             |           |  |
| Bussich 37’ | Marcatori |  |

| Arbitro: | Livraghi (Milano) |

|  |           |                  |
|  | Marcatori | 10’, 29’ Scevola |

| Arbitro: | Canestrini (Novara) |

|                     |           |  |
| Bussich 4’ Mura 90’ | Marcatori |  |

| Arbitro: | Armano (Torino) |

|                              |           |            |
| Cambiaso 52’, 70’ Raggio 84’ | Marcatori | 16’ Agradi |

##### Girone di ritorno
| Arbitro: | Merani (La Spezia) |

|                              |           |               |
| Bussich 72’, 83’ Scevola 84’ | Marcatori | 35’ De Segner |

| Arbitro: | Trezzi (Milano) |

|          |           |  |
| Masè 30’ | Marcatori |  |

| Arbitro: | Venegoni (Legnano) |

|            |           |  |
| Ferrero 4’ | Marcatori |  |

| Arbitro: | Grossi (Milano) |

|                            |           |  |
| Carzino II 81’ Bussich 89’ | Marcatori |  |

| Padova 18 marzo 1923 16ª giornata | Petrarca          | 0 – 0 | Sampierdarenese | \| Arbitro: \| Enrietti (Torino) \| |
| Arbitro:                          | Enrietti (Torino) |       |                 |                                     |

| Arbitro: | Scamoni (Torino) |

|                      |           |  |
| Bussich 34’ Mura 50’ | Marcatori |  |

| Arbitro: | Canestrini (Novara) |

|            |           |  |
| Parodi 34’ | Marcatori |  |

| Arbitro: | Venegoni (Legnano) |

|                      |           |  |
| Janni 64’ Falchi 76’ | Marcatori |  |

| Arbitro: | Guiot (Milano) |

|                                                        |           |  |
| Cambiaso 24’ Derchi 61’ Mura 70’, 80’, 90’ Scevola 86’ | Marcatori |  |

| Arbitro: | Ortali (Bologna) |

|                                                                 |           |  |
| Bazzell 31’ Grassi 49’ (aut.) Merciai 57’ Favati 65’ Sbrana 75’ | Marcatori |  |

| Arbitro: | Ricci (Modena) |

|                                      |           |                          |
| Aliatis 8’ Conti 23’, 48’ Agradi 54’ | Marcatori | 70’ Bussich 75’ Cambiaso |

## Statistiche

### Statistiche di squadra
| Competizione    | Punti | In casa | In casa | In casa | In casa | In casa | In casa | In trasferta | In trasferta | In trasferta | In trasferta | In trasferta | In trasferta | Totale | Totale | Totale | Totale | Totale | Totale | DR  |
| Competizione    | Punti | G       | V       | N       | P       | Gf      | Gs      | G            | V            | N            | P            | Gf           | Gs           | G      | V      | N      | P      | Gf     | Gs     | DR  |
| --------------- | ----- | ------- | ------- | ------- | ------- | ------- | ------- | ------------ | ------------ | ------------ | ------------ | ------------ | ------------ | ------ | ------ | ------ | ------ | ------ | ------ | --- |
| Prima Divisione | 28    | 11      | 11      | 0       | 0       | 31      | 6       | 11           | 1            | 4            | 6            | 6            | 16           | 22     | 12     | 4      | 6      | 37     | 22     | +15 |

### Statistiche dei giocatori
Fonte:
| Giocatore      | Prima Divisione | Prima Divisione |
| Giocatore      | Presenze        | Reti            |
| -------------- | --------------- | --------------- |
| C. Boldrini I  | 0               | 0               |
| R. Boldrini II | 20              | 0               |
| M. Bussich     | 18              | 12              |
| L. Cambiaso    | 21              | 8               |
| En. Carzino I  | 22              | -22             |
| Er. Carzino II | 21              | 3               |
| L. Derchi      | 2               | 1               |
| E. Grassi      | 22              | 0               |
| I. Masoni      | 12              | 0               |
| R. Melani      | 7               | 0               |
| G. Mura        | 21              | 5               |
| G. Raggio      | 22              | 3               |
| S. Ramasso     | 3               | 0               |
| I. Righetti    | 18              | 0               |
| P. Scevola     | 20              | 5               |
| G. Terrile     | 12              | 0               |
| M. Vellani     | 1               | 0               |

### Libri
- La Gazzetta dello Sport, stagione 1922-1923, La Gazzetta dello Sport, 1922 e 1923, contiene i comunicati ufficiali del Comitato Regionale Ligure con cognomi e nomi degli squalificati (conservato microfilmato da due Biblioteche a Milano).
- Barabino & Graeve, Il calcio: cronache d'oro della stagione calcistica italiana (1922-1928), Genova, Barabino & Graeve, contiene cronache della Sampierdarenese con alcuni cognomi e nomi dei giocatori scheda OPAC della Biblioteca Universitaria di Genova.
- Il Paese Sportivo, Torino (Archivio del Comune di Torino, Via Barbaroux e Biblioteca Nazionale di Firenze), Il Paese Sportivo, 1922 e 1923, contiene i comunicati ufficiali del Comitato Regionale Ligure con cognomi e nomi degli squalificati.
- Carlo Fontanelli, Annogol 1922-23, Empoli (FI), Geo Edizioni S.r.l., marzo 2006,  p. 22.
- Gino Dellachà, Una storia biancorossonera - Il calcio a San Pier d'Arena dal tempo dei pionieri del Liguria alla Sampdoria, Genova, Edizioni Sportmedia, novembre 2016,  pp. 51-58.